# Mladen Košćak
Mladen Košćak ili Košćak bio je hrvatski nogometaš, osvajač srebrne medalje na Olimpijskim igrama u Melbourneu 1956. godine.